# Méry (Esneux)
Pour les articles homonymes, voir Méry.
Méry est un village de l'ancienne commune de Tilff, situé dans la commune d'Esneux, en province de Liège.

## Situation
Méry est situé sur les deux rives de l'Ourthe à mi-chemin entre Esneux (en amont) et Tilff. Le ruisseau de Gobry venant de Beaufays se jette dans l'Ourthe. Le village se trouve au carrefour des routes nationales 633 Liège-Comblain-au-Pont et 674 montants vers Dolembreux et l'autoroute E25. Sur le versant opposé, la côte de La Roche-aux-faucons gravie lors de la course cycliste Liège-Bastogne-Liège débute au pont de Méry, traverse une partie du village avant d'arriver à Avister et Boncelles.

## Histoire
Le nom du village apparaît dès 1251 sous la forme Merriu, ensuite Merriw, Mery, Meriwe, Merry, Meril et Meri.
En 1835, Méry était le deuxième hameau de la commune de Tilff en nombre d'habitations et possédait une chapelle auxiliaire.

## Personnalité liée à Méry
- Auguste Donnay (1862-1921), peintre